# Sécurité passive
 (mai 2010).
Si vous disposez d'ouvrages ou d'articles de référence ou si vous connaissez des sites web de qualité traitant du thème abordé ici, merci de compléter l'article en donnant les références utiles à sa vérifiabilité et en les liant à la section « Notes et références ».
La sécurité passive ou plus justement sécurité palliative ou sécurité secondaire est l'ensemble des éléments qui par leur présence ou leur fonctionnement peuvent minimiser la gravité d'un accident.
Mise en application aux véhicules, aux machines, aux infrastructures routières ou dans un bâtiment, la sécurité passive entre en action « pendant » l'accident, alors que la sécurité active (ou sécurité primaire) intervient « avant » l'accident et la sécurité tertiaire « après » l'accident.
L'expression « sécurité passive » est parfois utilisée dans le domaine de la sécurité civile, désignant les éléments de sécurité non dépendants des forces de l'ordre ou de la structure militaire (ex : le réseau des abris anti-atomiques en Suisse).

## Automobile
La sécurité passive des automobiles repose d'une part sur la capacité de la structure à absorber l'énergie tout au long du choc par une déformation programmée et d'autre part sur des équipements ou des dispositifs additionnels destinés à protéger les occupants du véhicule de toute lésion ou blessure.

### Structure
Une bonne structure doit pouvoir absorber l’énergie sans s’effondrer, mais également réduire considérablement l’impact et la violence des chocs sur les occupants : la déformation de la structure est donc conçue pour absorber un maximum d'énergie lors de l'impact (pare-chocs, châssis, carrosserie, capot), tout en conservant intact l'habitacle. Lors d'un crash-test de voiture, ce phénomène est bien visible : alors que l'avant de la voiture se déforme complètement, l'habitacle reste relativement préservé pour mieux protéger ses occupants.
De même le nombre de piétons et cyclistes blessé n'est que de 100% pour une voiture moyenne, alors qu'avec un SUV (ou un LTV) les blessés seraient plus nombreux: 144% tout âge confondu, 182% pour les enfants et 230% pour les enfants de moins de 10 ans, soit une augmentation respectivement de 44%, 82% et 130%. La mortalité augmentant de 24% à 28%, dans des pays à haut et moyen revenus comme les États-Unis et certains pays d'Europe continentale, selon une étude britannique de l'Imperial College de Londres et de la London School of Hygiene and Tropical Medecine, sur les 35 dernières années,.

### Autres dispositifs

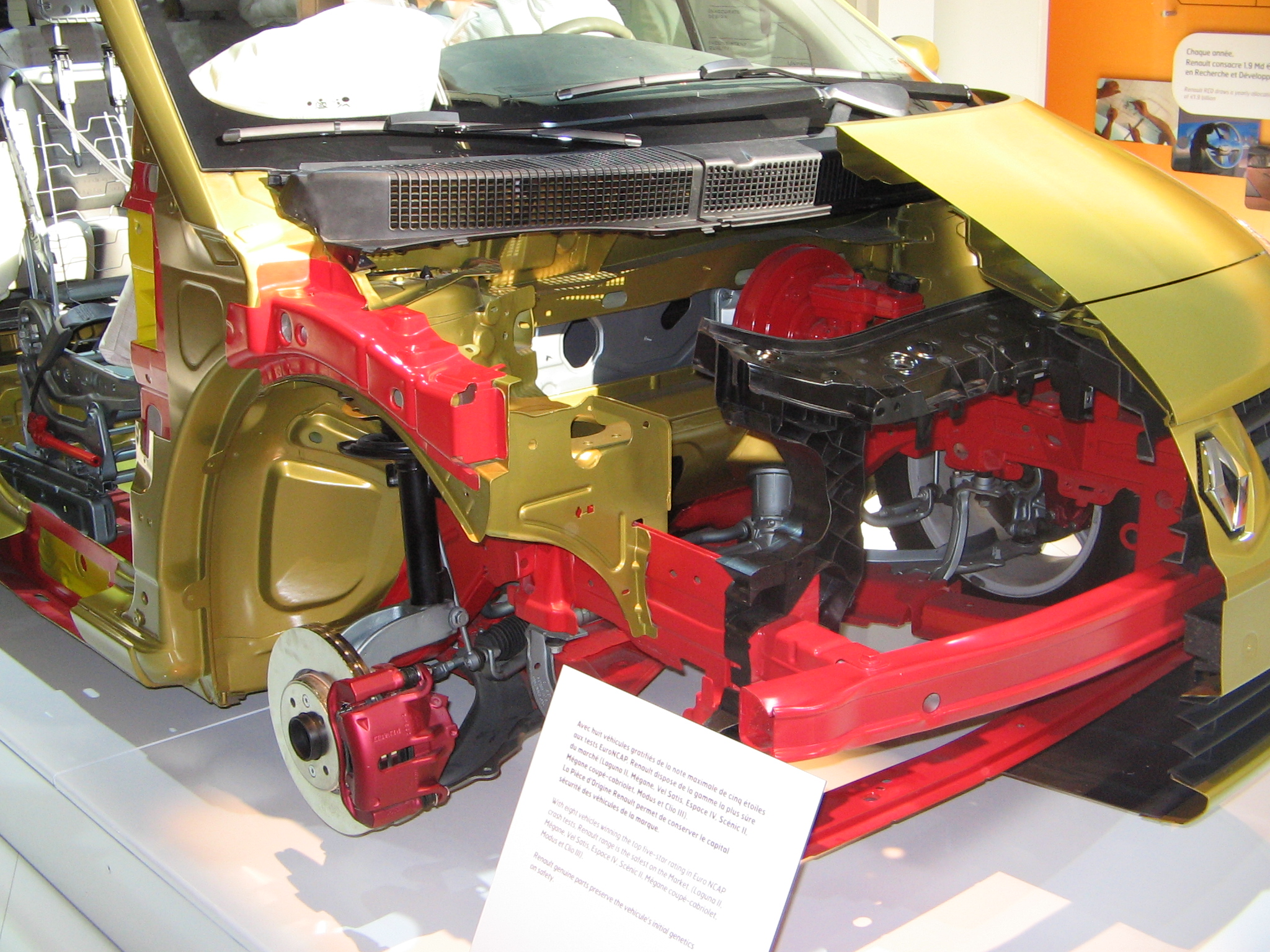
Structure de l'avant d'un Renault Scénic.

Les autres dispositifs sont principalement des équipements nouveaux ou modifiés pour éviter les blessures ou en diminuer la gravité :
- Les ceintures de sécurité (2 points, 3 points, harnais, à prétensionneur), qui ont été introduites dès le début des années 1970 et dont l'utilisation a été rendue obligatoire en France en 1973.
- Les airbags (ou coussins gonflables de sécurité) interviennent également afin de minimiser les dommages dus au choc entre les passagers et l'intérieur du véhicule. Ils sont utilisés en combinaison avec les ceintures à prétensionneurs pyrotechniques. Celles-ci commencent par plaquer le passager à son siège, puis relâchent progressivement leur tension afin d'accompagner le ralentissement du buste et de la tête. Le but étant d'obtenir une décélération la moins brutale possible pour le corps. Les airbags frontaux (conducteur et passager) ont été complétés par des airbags latéraux, des airbags rideaux
- Dispositif de retenue pour enfant (DRE) : ces équipements, spécifiques aux enfants, sont conçus pour minimiser les conséquences en cas d'accident.
- Le pare-brise avant et les vitres participent à la sécurité durant un choc, en évitant les projections à l'intérieur ou l'éjection des passagers. Autrefois en verre trempé, maintenant en verre feuilleté, leur structure a moins de répercussion lors d'un accident. Les surfaces vitrées sont autant, par leur fonctionnement et leur structure, des éléments participant à la sécurité active, et par d'autres aspect à la sécurité passive.
- L'appuie-tête permet de préserver les passagers du « coup du lapin » en cas d'accident.
- Les barres de protection latérales (dans les portières) évite au véhicule de trop se déformer en cas de choc latéral.
- L'arceau de sécurité sur les cabriolets protège en cas de tonneau.
- La direction en essieu brisé évite en cas de collision frontale que la colonne unique remonte dans l'habitacle et vienne blesser le conducteur. Elle se plie au niveau des transmissions de ses essieux.
- Les pédaliers collapsibles évitent des blessures aux membres inférieurs.
- Les sièges participent à la retenue au travers de leur résistance mécanique ; ils sont solidaires des appuis-tête et des brins-boucles des ceintures de sécurité et comportent des dispositifs dits « anti-sous-marinage » destinés à éviter le glissement des occupants sous le brin ventral de la ceinture de sécurité lors d'un choc violent.
- Par ailleurs, des dispositifs particuliers sont intégrés pour éviter les fuites de carburant (ou de gaz), éviter l'ouverture spontanée des portes sous le choc - mais également leur blocage, etc.

## Supports de signalisation routière

### Définition

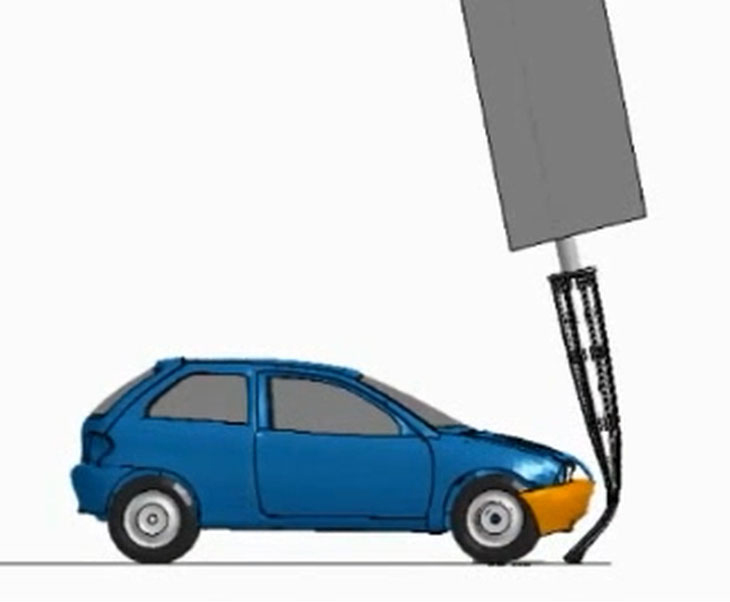
Collision entre un véhicule et un support de signalisation routière à sécurité passive Mx3D

Les supports à sécurité passive, dits « fusibles » sont des supports permanents d'équipements routiers conçus de manière à se casser, se déformer ou s'éjecter en cas d'impact par un véhicule en perdition. Ainsi, un support de signalisation routière ne constitue plus un obstacle pour le véhicule : ce dernier n'étant plus stoppé dans sa course, les conséquences concernant l'impact pour les occupants sont fortement réduites.
En ce qui concerne l'accidentologie (nombre de tués ou de blessés), les supports à sécurité passive (ou fusibles) apportent une réelle plus-value par rapport aux supports de signalisation routière classiques.
Un certain nombre de pays sont déjà largement utilisateurs de ces supports. En Europe, le Royaume-Uni, l'Irlande, la Slovaquie, la Suisse et les pays scandinaves ont une réglementation qui autorise la mise en place des supports à sécurité passive. Dans la majorité, ces pays utilisent ces supports depuis le début des années 2000. Leur politique menée ces treize dernières années souligne un engouement croissant.
En France, l'installation de supports à sécurité passive est soumise à une période d'expérimentation. Depuis la mise en place de cette initiative sur le réseau routier national et les réseaux des collectivités volontaires, les enseignements sont positifs. En s’appuyant sur les expériences étrangères et en évaluant les gains en matière de sécurité routière engendrés par les supports à sécurité passive, l’utilisation généralisée de ces supports sur les réseaux routiers français apparaît profitable.
Lorsque le support de signalisation routière constitue un obstacle latéral, la pose d'un support à sécurité passive permet de s'affranchir de la pose d’un dispositif de retenue, et des coûts générés : pose du dispositif, entretien de la glissière à la suite d'un choc, travaux de débroussaillage, mise en place éventuelle d'un système de protection motocycliste; sans évoquer le temps d’exposition au trafic moindre pour le personnel d’exploitation chargés des abords des routes.

### Les normes en vigueur
Les supports à sécurité passive doivent être conformes à la norme européenne NF EN 12767 pour acquérir le marquage CE.
Plusieurs types de supports à sécurité passive existent :
- les supports déformables et éjectables
- les supports déformables
- les platines éjectables
- les supports frangibles

### Mesures en 2015
Le 26 janvier 2015, le ministre de l'Intérieur Bernard Cazeneuve présente un plan d'action pour lutter contre l'insécurité routière. Parmi tous les sujets abordés, la mesure n°15 concerne directement la sécurité passive des infrastructures: "Généraliser à terme l'utilisation de supports de panneaux de signalisation "fusibles" (ou à sécurité passive).
À la suite de l'annonce de ce plan d'actions, la direction générale des infrastructures, des transports et de la mer (DGITM), en collaboration avec la délégation à la sécurité et à la circulation routière (DSCR), a décidé - le 9 avril 2015 - d'autoriser l'emploi des supports de signalisation à sécurité passive. Un arrêté publié au Journal officiel du 18 avril 2015 détermine les règles d'utilisation de ces supports, par les personnes publiques gestionnaires de voirie routière, à savoir les départements, les communautés urbaines et d'agglomérations et les communes.